# Devotional
Devotional è un album video del gruppo musicale inglese Depeche Mode, pubblicato nel 1993 in VHS e nel 2004 in doppio DVD. È stato filmato al Palau Sant Jordi di Barcellona il 17 luglio 1993, alla Festhalle di Francoforte il 21 e allo Stade Couvert Règional di Liévin il 29, durante il Devotional Tour. La regia è di Anton Corbijn. Con questo video la band venne nominata per la prima volta nella categoria dei Grammy Award for Best Long Form Music Video nel 1995.
Nella VHS e nel primo DVD, sono presenti oltre che le esecuzioni live di 16 brani sono incluse anche due tracce bonus: Halo e Policy of Truth, entrambe suonate in quel periodo ma escluse dalla VHS.
Il DVD 2 include le proiezioni sul palco, i relativi video musicali dei singoli estratti da Songs of Faith and Devotion (più One Caress e Condemnation live), un mini-documentario trasmesso su MTV nel 1993 dedicato al gruppo, un monologo di Anton Corbijn e i programmi del Devotional Tour e dell'Exotic Tour.

## Tracce

### VHS/DVD 1 (Concerto)
1. Higher Love
2. World in My Eyes
3. Walking in My Shoes
4. Behind the Wheel
5. Stripped
6. Condemnation
7. Judas
8. Mercy In You
9. I Feel You
10. Never Let Me Down Again
11. Rush
12. In Your Room
13. Personal Jesus
14. Enjoy the Silence
15. Fly on the Windscreen
16. Everything Counts
17. Death's Door (titoli di coda)

Tracce Bonus (solo nell'edizione DVD)
1. Halo
2. Policy of Truth

### DVD 2 (Contenuti speciali)
- Proiezioni palco

1. Walking in My Shoes
2. Stripped
3. Condemnation
4. Judas
5. I Feel You
6. Never Let Me Down Again
7. In Your Room
8. Enjoy the Silence

- Video musicali

1. I Feel You
2. Walking in My Shoes
3. Condemnation
4. In Your Room
5. One Caress
6. Condemnation (live)

- MTV Documentary - Depeche Mode Rockumentary 1993
- Monologo di Anton Corbijn
- Programmi del Devotional Tour e dell'Exotic Tour

## Formazione
Gruppo
- Dave Gahan – voce
- Martin Gore – chitarra, sintetizzatore, campionatore, cori, seconda voce (Everything Counts e Never Let Me Down Again), voce (Behind the Wheel, Judas e Death's Door)
- Andy Fletcher – sintetizzatore, campionatore, cori
- Alan Wilder – sintetizzatore, campionatore, pianoforte (Condemnation e Death's Door), batteria, cori

Altri musicisti
- Hildia Campbell – cori
- Samantha Smith – cori